# 2022-es magyar férfi vízilabdakupa
A 2022-es magyar férfi vízilabdakupa (hivatalosan 2022. évi BENU  Férfi  Magyar Kupa) a magyar vízilabda-bajnokság után a második legrangosabb hazai versenysorozat. A Magyar Vízilabda-szövetség írta ki és 16 csapat részvételével bonyolította le. A mérkőzéssorozat győztese a LEN-Európa-kupában indulhatott.

## Lebonyolítás
A versenysorozatban 16 csapat indulhatott. A 2022–2023-as OB I csapatainak kötelező volt elindulni. A fordulók sorsolásakor nem emeltek ki csapatokat. A nyolcad- és a negyeddöntőkben két mérkőzésen dölt el a továbbjutás.

## Eredmények

### Nyolcaddöntők
játéknapok: november 8., 9., 11., 12.
| 1. csapat     | Össz. | 2. csapat               | 1. mérk. | 2. mérk. |
| ------------- | ----- | ----------------------- | -------- | -------- |
| Debreceni VSE | 11–46 | OSC                     | 7–18     | 4–28     |
| Invictus SE   | 13–47 | BVSC-Zugló              | 7–24     | 6–23     |
| KSI           | 9–30  | Vasas SC                | 6–17     | 3–13     |
| Egri VK       | 29–23 | Miskolci Vízilabda Club | 14–10    | 15–13    |
| Kaposvári VK  | 15–24 | Szolnoki VSC            | 7–12     | 8–12     |
| Bp. Honvéd    | 18–25 | Szentesi VK             | 14–10    | 4–15     |
| Szegedi VE    | 24–16 | Pécsi VSK               | 15–10    | 9–6      |
| Ferencváros   | 31–12 | UVSE                    | 16–3     | 15–9     |

### Negyeddöntők
játéknapok: november 23., 25., 26.
| 1. csapat  | Össz. | 2. csapat    | 1. mérk. | 2. mérk. |
| ---------- | ----- | ------------ | -------- | -------- |
| Vasas SC   | 26–15 | Szegedi VE   | 13–6     | 13–9     |
| OSC        | 26–18 | Szolnoki VSC | 15–10    | 11–8     |
| Bp. Honvéd | 25–17 | Egri VK      | 16–7     | 9–10     |
| BVSC-Zugló | 18–27 | Ferencváros  | 6–11     | 12–16    |

### Elődöntők
játéknap: december 9.
| 1. csapat | Eredmény | 2. csapat   |
| --------- | -------- | ----------- |
| OSC       | 12–10    | Bp. Honvéd  |
| Vasas SC  | 9–13     | Ferencváros |

### Döntő
| 2022. december 10. | Ferencváros              | 16–15 | OSC        | Komjádi uszoda Nézőszám: 2000 Játékvezetők: Kovács Cs Csanádi Zsolt |
| 2022. december 10. | (3–3, 5–4, 2–5, 6–3)     |       |            | Komjádi uszoda Nézőszám: 2000 Játékvezetők: Kovács Cs Csanádi Zsolt |
| 2022. december 10. | Argiropulosz 6 Damonte 3 |       | Manhercz 3 | Komjádi uszoda Nézőszám: 2000 Játékvezetők: Kovács Cs Csanádi Zsolt |

A Ferencváros kupagyőztes csapatának tagjai: Sztilianosz Argiropulosz, Luca Damonte, Fekete Gergő, Haverkampf Bence, Jansik Szilárd, Lugosi Csongor, Danyiil Merkulov, Molnár Erik, Nagy Ádám, Német Toni, Pohl Zoltán, Sipos Bendegúz, Szakonyi Dániel, Nemanja Ubović, Vadovics Viktor, Varga Bence, Varga Dénes, Varga Vince, Vigvári Vendel, Vogel Soma, Zeman Márton, Edző: Varga Zsolt